# Епархия Хайдарабада (Пакистан)
Епархия Хайдарабада (лат. Dioecesis Hyderabadensis in Pakistan) — архиепархия Римско-Католической церкви с центром в городе Хайдарабад, Пакистан. Епархия Хайдарабада входит в митрополию Карачи. Кафедральным собором епархии Хайдарабада является церковь святого Иосифа в городе Хайдарабад.

## История
28 апреля 1958 года Римский папа Пий XII издал буллу Eius in terris, которой учредил епархию Хайдарабада, выделив её из архиепархии Карачи. В этот же день епархия Хайдарабада вошла в митрополию Карачи.
9 ноября 2001 года епархия Хайдарабада передала часть своей территории для возведения новой апостольской префектуре Кветты.

## Ординарии епархии
- 28.04.1958 — 10.03.1966: епископ Джеймс Корнелиус ван Мильтенбург OFM[1]
- 13.04.1967 — 1.09.1990: епископ Бонавентура Патрик Пол OFM
- 1.09.1990 — 27.06.1998: епископ Джозеф Куттс, назначен епископом Фейсалабада
- 3.12.1999 — н. в.: епископ Макс Джон Родригес

## Источник
- Annuario Pontificio, Libreria Editrice Vaticana, Città del Vaticano, 2003, ISBN 88-209-7422-3
- Bolla Eius in terris, AAS 51 (1959), стр. 94  (лат.)